# Saint-André-la-Côte
Saint-André-la-Côte är en kommun i departementet Rhône i regionen Auvergne-Rhône-Alpes i östra Frankrike. Kommunen ligger i kantonen Mornant som tillhör arrondissementet Lyon. År 2022 hade Saint-André-la-Côte 274 invånare.

## Befolkningsutveckling
Antalet invånare i kommunen Saint-André-la-Côte
| Referens: INSEE |